# Bokyi
Die Sprache Bokyi (ISO 639-3: bky; auch boki, nfua, nki, okii, osikom, osukam, uki, vaaneroki) ist eine bantoide Cross-Sprache aus der Sprachgruppe der Cross-River-Sprachen.
Sie wird von insgesamt 140.000 Personen im nigerianischen Bundesstaat Cross River und von 3.700 Personen in Kamerun gesprochen.
Zusammen mit acht weiteren Sprachen bildet das Bokyi die Untergruppe der Bendi-Sprachen. Es gibt viele Dialekte der Sprache, die in Nigeria sind basua (bashua), irruan (erwan, eerwee), boje (bojie), kwakwagom, nsadop, osokom, wula (baswo, okundi, kecwan), oku, boorim, oyokom, abo (abu) und das östliche Bokyi (östliches Boki), die in Kamerun sind basua, boki und iruan.